# Samuel Plimsoll
Samuel Plimsoll (10. februar 1824 – 3. juni 1898) var en britisk politiker og reformator.
Plimsoll er bedst kendt for sin oprettelse af Plimsoll-mærket.

## Tidlig tilværelse
Samuel Plimsoll er født i Bristol men flyttede tidligt til Sheffield. Han sluttede sin uddannelse i en ung alder for at arbejde på et bryggeri.
I 1853 forsøgte Plimsoll at etablere sig i London som kulhandler, men det mislykkedes, og han blev ruineret. En tid måtte han bo i et logi for fattige, og det gav ham sympati for samfundets udsatte. Livet til søs var farligt, og udokumenterede oplysninger angav, at en af fem britiske søfolk omkom. Dødeligheden var større blandt søfolk end blandt nogen anden faggruppe.
På det tidspunkt forliste tusindvis af skibe på grund af for stor last og dårligt vedligehold af fartøjerne. De forfærdelige tab af søfolk og enkernes skæbne fik Plimsoll til at arbejde for sikkerhed til søs.

## Karriere
I 1868 blev Plimsoll valgt ind i parlamentet for det liberale parti for kredsen Derby og arbejdede for love, som kunne sørge for sikrere skibsfart.
I 1872 udgav Plimsoll en bog om søfolkenes forhold. Den gjorde et stærkt indtryk på opinionen.
I 1873 nedsatte parlamentet en kommission for at undersøge forholdene omkring de britiske skibe. På grundlag af undersøgelsen blev der i 1875 vedtaget en lov om søsikkerhed.

Plimsoll anså loven for utilstrækkelig, men valgte dog at støtte den. I et parlamentsmøde den 22. juli samme år erklærede statsminister Benjamin Disraeli og parlamentet imidlertid, at loven ikke ville blive vedtaget. Plimsoll blev rasende og karakteriserede parlaments-medlemmerne som skurke. Plimsoll fik en advarsel og bad om undskyldning.
Befolkningen delte Plimsolls syn på at loven. Den generelle opfattelse var, at loven var blevet stoppet af skibsredere. Opinionen var så kraftig, at loven blev vedtaget året efter og blev tilføjet the Merchant Shipping Act.
Loven gav myndighederne bedre muligheder for at inspicere de britiske skibe.
Der blev indført et lastelinjedirektiv, som pålagde skibsejerne at påføre skibene et lastemærke, som blev kendt som Plimsoll-mærket.
Betegnelsen Plimsoller bruges endnu i dag på dansk om et skib, der er gammelt og i meget dårlig stand. Men ikke på engelsk.

## Afslutning
Plimsoll blev genvalgt til parlamentet i 1880, men overlod sin plads til William Vernon Harcourt, som han mente ville fortsætte arbejdet for søsikkerheden. Plimsoll blev udnævnt som ærespræsident for det britiske sømandsforbund.